# Wolga-Finse talen
De Wolga-Finse talen zijn een subgroep van de Finoegrische taalfamilie. Tegenwoordig wordt deze groepering niet meer gehandhaafd. Onder de Wolga-Finse taalgroep werden o.a. het Mari, Mordwiens, Samisch en de Oostzeefinse talen (Fins, Estisch, Karelisch, Wepsisch, Wotisch, Lijfs en Ingrisch)  gerekend. (Zie verderop voor de volledige lijst) 

## Achtergrond
De aanname dat er een Wolga-Finse stamtaal zou zijn geweest heeft lang bestaan. De argumenten die hiervoor aangevoerd worden, worden tegenwoordig bekritiseerd. Er zou geen gemeenschappelijke fonologische innovatie zijn en of er gemeenschappelijke innovatie op morfologisch gebied bestaat wordt nog betwist. Daarnaast zijn er wel enkele gegronde aanwijzingen die voor de taalgroep pleiten, maar omdat dit aantal zo klein is, zou het niet voldoende bewijs zijn van een daadwerkelijke Wolga-Finse stamtaal.

## Onderverdeling Wolga-Finse talen
Wolga-Finse talen
- Wolgaïsche talen
  - Mari (Tsjeremissisch)
    - Berg-Mari
    - Weide-Mari

  - Mordwiens
    - Erzja
    - Moksja
- Moeromisch - Uitgestorven
- Mesjtsjera - Uitgestorven
- Merjaans - Uitgestorven
- Fins-Samische talen
  - Samisch (Laps)
    - West-Samisch
      - Zuid-Samisch
      - Ume-Samisch - Uitgestorven
      - Lule-Samisch
      - Pite-Samisch - Uitgestorven
      - Noord-Samisch

    - Oost-Samisch
      - Kainuu-Samisch - Uitgestorven
      - Kemi-Samisch - Uitgestorven
      - Inari-Samisch
      - Akkala-Samisch - Uitgestorven
      - Kildin-Samisch
      - Skolt-Samisch
      - Ter-Samisch

  - Oostzeefinse talen
    - Fins
      - Meänkieli
      - Kveens

    - Karelisch
      - Olonetsisch
      - Ludisch

    - Estisch
      - Seto
      - Võro

    - Wepsisch
    - Wotisch
    - Lijfs - vermoedelijk uitgestorven
    - Ingrisch